# Михайлов, Пётр Константинович
Пётр Константинович Михайлов (1866—1926) — русский и донской военный, казак Каменской станицы Войска Донского, атаман Донецкого округа в 1917 году.

## Биография
Родился 21 декабря 1866 года в казачьей семье (по другим данным в 1872 году).
Начальное образование получил в Новочеркасской классической гимназии. Затем обучался в Новочеркасском казачьем юнкерском училище по 1-му разряду и в Офицерской стрелковой школе.
В военной службе казаком — с 1 января 1885 года. В Донском казачьем полку № 12 служил с 2 октября 1887 года: юнкером с 30 августа 1888 года, подхорунжим с 21 июля 1890 года. Произведен в хорунжие 28 декабря 1890 года.
В Донском казачьем полку № 13 находился с 10 февраля 1892 года. В Донском казачьем полку № 29 — с 27 апреля 1894 года. В Донском казачьем полку № 12 — с 14 февраля 1895 года: сотник с 15 апреля 1895 года.
В Офицерской стрелковой школе Михайлов служил с 20 августа 1895 года по 9 сентября 1896 года. Подъесаул с 15 апреля 1898 года. Помощник смотрителя окружного склада — с 8 марта 1899 года. 1 февраля (по другим данным 11 марта) 1900 года был назначен помощником старшего адъютанта Управления окружного атамана Донецкого округа. Назначен старшим адъютантом Управления окружного атамана Донецкого округа 28 декабря (по другим данным 8 октября) 1906 года.
6 мая 1907 года был произведен в есаулы. Произведен в войсковые старшины 26 августа 1912 года. В 1917 году был назначен атаманом Донецкого округа и состоял в должности вплоть до беспорядков в станице Каменской.
Участник гражданской войны на стороне Белого движения. Служил в Донской армии — полковник со 2 июля 1918 года. На весну 1920 года был начальником Счетного хозяйственного отдела канцелярии снабжения Всевеликого войска Донского.
Эмигрировал за границу. Умер в Королевстве Сербов, Хорватов и Словенцев в городе Игало 6 января 1926 года. Похоронен в городе Херцег-Нови на Русском мемориальном кладбище в районе Савина, могила № 174 (на надгробии год смерти 1927).

### Семья
- Жена — дочь есаула Гнилорыбова — Антонина Михайловна; сын Николай (родился 27 апреля 1896).

## Награды
- Награждён орденами Св. Станислава 3-й степени (1 января 1898), Св. Анны 3-й степени (12 марта 1906), Св. Станислава 2-й степени (6 мая 1911), Св. Анны 2-й степени (19 июля 1915).